# Eparchia Baalbek-Dajr al-Ahmar
Eparchia Baalbek-Dajr al-Ahmar (łac. Eparchia Helipolitanus-Rubrimonasteriensis Maronitarum) – eparchia Kościoła maronickiego w Libanie.

## Historia
Diecezja została ustanowiona w 1671 jako eparchia Baalbek. W latach 1977–1990 nosiła nazwę eparchii Baalbek i Zahli, a w 1990, po utworzeniu w Zahli eparchii otrzymała obecną nazwę.

## Główne świątynie
- Katedra: Katedra św. Jerzego w Dajr al-Ahmar

## Eparchowie
- Anton El-Khazen (1805–1858)
- Yuhanna Boutros El-Hajj (1861–1890)
- Giovanni Murad (1892–1937)
- Elie Rischa (1937–1953)
- Abdallah Nujaim (1954–1966)
- Chucrallah Harb (1967–1977)
- Georges Scandar (1977–1990)
- Philippe Boutros Chebaya (1990–1995)
- Bulus Mundżid al-Haszim (1995–2005)
- Simon Atallah OAM (2005–2015)
- Hanna Rahmé OLM (od 2005)